# أولاد حمدان (احلاف اقياس)
أولاد حمدان هو دُوَّار يقع بجماعة بولعوان، إقليم الجديدة، جهة الدار البيضاء سطات في المملكة المغربية. ينتمي الدوّار لمشيخة احلاف اقياس التي تضم 11 دوار. يقدر عدد سكانه بـ 557 نسمة حسب الإحصاء الرسمي للسكان والسكنى لسنة 2004.

## روابط خارجية
- البوابة الوطنية للجماعات الترابية
- المندوبية السامية للتخطيط